# Ana Marcela Cunha
Ana Marcela Cunha (ur. 23 marca 1992 w Salvador) – brazylijska pływaczka długodystansowa, mistrzyni olimpijska na 10 km na otwartym akwenie i pięciokrotna mistrzyni świata.
W 2019 roku magazyn Swimming World uznał ją za najlepszą pływaczkę startującą na wodach otwartych.

## Kariera
W 2008 roku na igrzyskach olimpijskich w Pekinie była piąta w konkurencji 10 km na otwartym akwenie.
Swój pierwszy tytuł mistrzyni świata zdobyła w 2011 roku w Szanghaju na dystansie 25 km.
Dwa lata później podczas mistrzostw świata w Barcelonie zdobyła srebrny medal w konkurencji 10 km na otwartym akwenie. Na dystansie dwukrotnie krótszym wywalczyła srebrny medal.
W 2015 roku na mistrzostwach świata w Kazaniu zwyciężyła na 25 km na otwartym akwenie. Cunha zdobyła też srebro w konkurencji zespołowej oraz brąz na dystansie 10 km na otwartym akwenie.
Podczas igrzysk olimpijskich w Rio de Janeiro zajęła 10. miejsce na 10 km na otwartym akwenie.
Rok później na mistrzostwach świata w Budapeszcie ponownie wygrała wyścig na dystansie 25 km na otwartym akwenie. Na 5 km i 10 km na otwartym akwenie wywalczyła brązowe medale.
W 2019 roku podczas zawodów w Gwangju zdobyła trzeci z rzędu tytuł mistrzyni świata w konkurencji 25 km na otwartym akwenie. Zwyciężyła również na dystansie 5 km.
Na igrzyskach olimpijskich w Tokio zdobyła złoty medal w konkurencji 10 km na otwartym akwenie, kończąc wyścig z czasem 1:59:30,8 i wyprzedzając o 0,9 s broniącą tytułu mistrzyni olimpijskiej, Holenderkę Sharon van Rouwendaal.
Jej ojciec był pływakiem, a matka była gimnastyczką.